# Fernando Finkler
Fernando Augusto Finkler, né le 31 mai 1996 à Santa Cruz do Sul, est un coureur cycliste brésilien. 

## Biographie
En 2015, Fernando Finkler se révèle en devenant champion du Brésil du contre-la-montre chez les espoirs (moins de 23 ans). Il se distingue également dans les courses par étapes en terminant parmi les vingt premiers à la Rutas de América, au Tour du Paraná et au Tour de Rio. Cependant, il est contrôlé positif lors de cette dernière au clostébol, un stéroïde anabolisant. Il est alors suspendu un an par l'UCI jusqu'en août 2016.
De retour en 2017, il se classe quatorzième de la Rutas de América. Peu de temps après, il signe chez les amateurs espagnols dans l'équipe Guerciotti-Redondela. En 2018, il est neuvième de la Clásica de Pascua, en Espagne. Lors des championnats du Brésil, il termine troisième et remporte le titre chez les espoirs (moins de 23 ans), juste devant son frère Leonardo.

## Palmarès
- 2015
  -  Champion du Brésil du contre-la-montre espoirs
  - 2e du championnat du Brésil sur route espoirs
- 2018
  -  Champion du Brésil sur route espoirs
  - 3e du championnat du Brésil sur route

## Classements mondiaux
| Année            | 2018 |
| ---------------- | ---- |
| UCI America Tour | 79e  |